# Sondhi Boonyaratklin
Sondhi Boonyaratklin (en tailandès สนธิ บุญยรัตกลิน, (Pathumthani, 2 d'octubre de 1946) va ser Cap del Govern Provisional i General de les Forces Armandes del Regne de Tailàndia, substituint les funcions del Primer Ministre Thaksin Shinawatra després del Cop d'estat a Tailàndia en 2006
Durant el cop d'estat ha declarat la seva lleialtat al rei Bhumibol Adulyadej.